# Lourosa (Oliveira do Hospital)
Lourosa es una freguesia portuguesa del concelho de Oliveira do Hospital, con 13,67 km² de superficie y 651 habitantes (2001). Su densidad de población es de 47,6 hab/km².